# 中島順三
中島 順三（なかじま じゅんぞう、1938年8月1日 - 2022年8月14日）は、日本のアニメーションプロデューサー。東京都墨田区出身。公益財団法人徳間記念アニメーション文化財団評議員。日本大学芸術学部写真学科卒業。
日本アニメーションには設立から加わり、プロデューサーとして、世界名作劇場を始めとする日本アニメーション作品の製作を行なった。

## 来歴・人物
大学在学中からスチルカメラマンとして新東宝が制作したテレビ映画の宣伝用スチル写真を撮影するアルバイトを行っていた。テレビ映画はフィルムで撮影されたテレビドラマで、映画会社系の制作プロダクションの作品をこう呼んだ。大学を卒業すると、東映の子会社の東映テレビ映画株式会社に契約社員として就職。1年ほど東映テレビ映画の作品の宣伝用写真を撮り続けたが、テレビ映画の宣伝用写真をテレビ局が撮影するようになったために仕事がなくなり、プロのカメラマンとして活動を続けるのは諦める。
引き続き在籍し続けた東映テレビ映画で、テレビ映画の編集をする役職に就いたことがアニメ業界へ進む転機となった。東映テレビ映画で編集の仕事を1年ほど続けた後、誘われてアニメ制作会社の株式会社テレビ動画へ入社する。テレビ動画はフジテレビの子会社として設立された会社で、入社後間もなくフジテレビ・エンタプライズに名称変更。そのころフジテレビ・エンタプライズは、テレビアニメ『海底少年マリン』の制作を行なっていた。中島は編集のチーフを務めたが、『海底少年マリン』を78話分制作終了して、『いたずら天使チッポちゃん』の放送が終わると、フジテレビ・エンタプライズにはアニメの仕事がなくなり、実写のコマーシャル（CM）を始める。この頃になると、中島はアニメの制作はやめて、CMで生きていこうと決意していたが、フジテレビ・エンタプライズを退社して入社したCM制作会社が1年ほどで倒産。CM制作の仕事は4年から5年ほどで、アニメ企画会社の瑞鷹がCM制作を始めるということで入社して、再びアニメと関わりを持つことになる。
それまで瑞鷹は、自社企画のアニメの実制作を虫プロダクションに委託していたが、虫プロダクションの経営悪化により、新たに自らの手でアニメ制作部門としてズイヨー映像を1973年に設立した。何本かのCMの制作を経ていた中島はズイヨー映像の第一回作品であるテレビアニメ『山ねずみロッキーチャック』からプロデューサーを始める。かつての編集マンとはうってかわり、1本の作品に最初から丸ごと関われるプロデューサーにやりがいを感じたのだと言う。
1975年にズイヨー映像が瑞鷹から独立して、日本アニメーションとなったときも創立メンバーとして参加。以後、日本アニメーションの中核メンバーとして数々の作品をプロデュースし続けた。
ズイヨー映像で『アルプスの少女ハイジ』(1974年)、日本アニメーションで『フランダースの犬』(1975年)、『母をたずねて三千里』(1976年)、『あらいぐまラスカル』(1977年)、『ペリーヌ物語』(1978年)、『未来少年コナン』(1978年)、『赤毛のアン』(1979年)、『小公女セーラ』(1985年)、『愛少女ポリアンナ物語』(1986年)、『愛の若草物語』(1987年)、『若草物語 ナンとジョー先生』(1993年)ほか多数の作品のプロデューサーを歴任。
2021年、文化庁長官表彰。
2022年8月14日死去。同年10月1日に訃報が公表された。